# 巴西肖乳香
巴西肖乳香（学名：Schinus terebinthifolia），也叫巴西乳香、巴西胡椒木、巴西清香木，是漆树科肖乳香属植物。被世界自然保護聯盟列入「世界百大外來入侵種」
。